# Messa

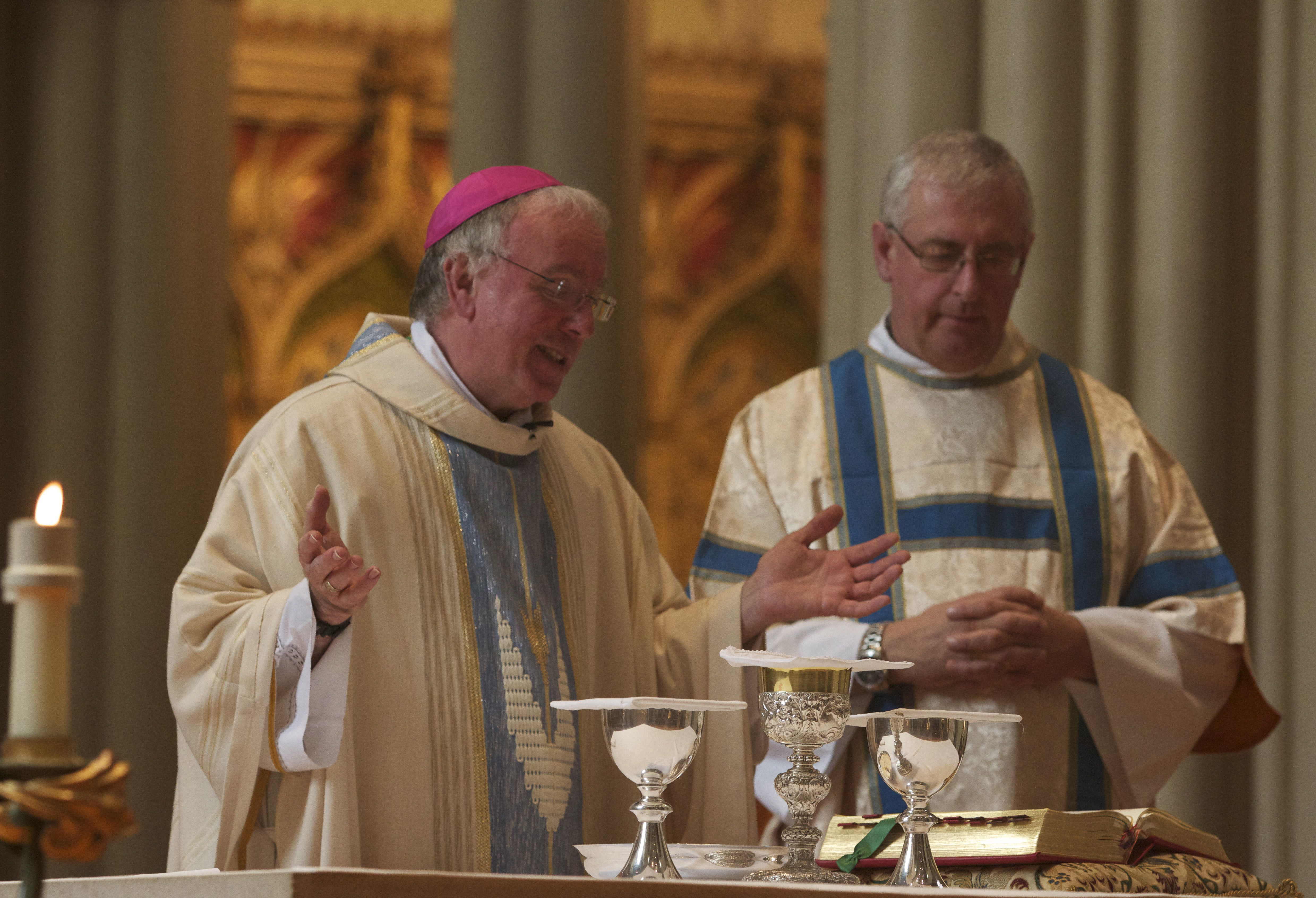
La celebrazione di una santa messa

La messa, detta talvolta santa messa o celebrazione eucaristica, è una liturgia propria di diverse Chiese cristiane.
La celebrazione eucaristica è tipica della Chiesa cattolica, delle Chiese veterocattoliche, della Chiesa ortodossa, delle Comunità anglicane di tradizione anglo-cattolica e di alcune comunità luterane che riservano al sacramento dell'eucaristia un ruolo preponderante nella vita della Chiesa.

## Nomenclatura
Il termine "messa" viene usato dai cattolici di rito latino e deriva dalla parola latina missa, che nel rito romano viene pronunciata dal diacono, o in sua assenza dal presbitero, quando congeda i fedeli dicendo: Ite, missa est.
Nei tempi apostolici (I secolo) la celebrazione eucaristica era chiamata κλάσις τοῦ ἄρτου, fractio panis (frazione del pane): "il gesto della frazione del pane, compiuto da Cristo nell'ultima Cena, [...] sin dal tempo apostolico ha dato il nome a tutta l'azione eucaristica".
A Roma nel I secolo (come attesta Clemente di Roma) e nel II (come attesta Giustino martire) si usava il termine greco εὐχαριστία, che fu adottato in latino (eucharistia) nel III secolo da Tertulliano e da Cipriano. Gli stessi due autori usarono anche i termini gratiarum actio, benedictio, sacrificium, solemnia, prex e oblatio.
Altri nomi usati fino al V secolo sono cena dominica (cena del Signore), prosphora o oblatio (sacrificio), synaxis o congregatio (assemblea), mysteria (misteri) e, a partire da Agostino d'Ippona, morto nel 430, sacramentum altaris (sacramento dell'altare).
Il termine missa, di cui la prima testimonianza certa conosciuta ad oggi si trova in una lettera di Ambrogio di Milano del 386 circa, si affermò come designazione generale del sacrificio eucaristico in Occidente dopo il tempo di papa Gregorio I (morto nel 604).
"Era destino di tutti gli altri nomi di essere soppiantati in Occidente dal nome classico Missa".
Actio era la denominazione classica romana, termine che nel medioevo e nel Messale romano indica il Canone della messa.

## Storia
Nei primi due secoli del cristianesimo la messa veniva celebrata in normali case private, nella cornice di un banchetto serale, che ricordava l'Ultima Cena.

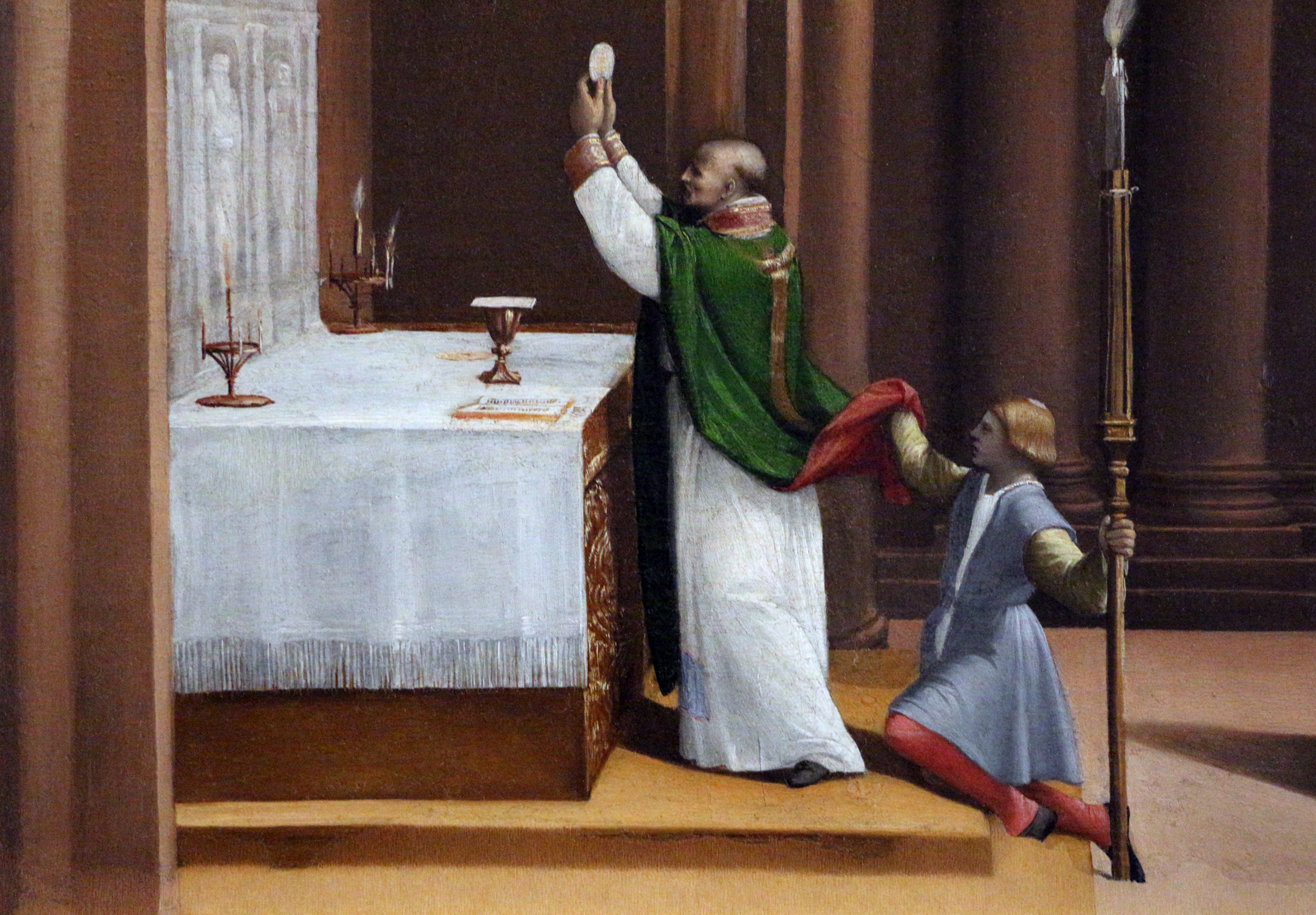
Messa di San Nicola da Tolentino (dipinto di Benvenuto Tisi da Garofalo)

Nel II secolo la messa fu separata dalla celebrazione domestica della Cena per dare maggiore risalto all'Eucaristia. Si celebrava di mattina e in luoghi di culto dedicati. La prima Apologia di Giustino (150 circa) attesta che in essa vi erano le seguenti fasi: lettura dei testi biblici, l'omelia del presidente, il licenziamento dei catecumeni e dei penitenti che potevano seguire solamente la prima parte, la preghiera dei fedeli, il bacio di pace, la consacrazione episcopale dell'offerta di pane e vino mescolati ad acqua, l'abbondante orazione che le trasformava nel corpo e nel sangue di Cristo, la Comunione dei fedeli. Essa recita:
(Prima Apologia , nn. 65-67)
La Traditio Apostolica di Ippolito (220 circa) testimonia il canto di salmi e inni cristiani.
Giustino, Tertulliano e Cipriano attestano che la messa aveva luogo di domenica, giorno della resurrezione del Signore e primo giorno della settimana cristiana.
Nei primi secoli la Comunione era prevalentemente amministrata sotto le due specie eucaristiche, ad eccezione degli infermi cui era amministrato il solo Corpo di Cristo.

## Cattolicesimo

### Significato teologico
La celebrazione eucaristica ha quattro significati principali:
- il convito, segno di unione fra Cristo e la Chiesa, come l'Ultima Cena,
- il memoriale, ricordo e presenza reale di Cristo nell'attesa del suo ritorno,
- il ringraziamento, per i doni ricevuti da Dio,
- il sacrificio, rinnovazione incruenta del sacrificio di Cristo sul Calvario.

Questi quattro significati principali sono intimamente legati fra loro e sono richiamati da diverse parti della liturgia. Abbastanza vivo è il dibattito teologico su quale, tra questi, sia il significato principale da attribuire alla celebrazione eucaristica.
Nell'eucaristia l'attore principale è Cristo, presente attraverso il sacramento. È infatti Cristo l'offerta che la Chiesa attraverso lo Spirito Santo presenta al Padre in virtù della comunione che la rende «un solo Corpo» con Cristo. L'offerta di Cristo è presentata dal sacerdote, che agisce «in persona Christi» e dall'assemblea che partecipa alla celebrazione. Tuttavia, la celebrazione non è a esclusivo vantaggio dell'assemblea, ma i frutti spirituali dell'eucaristia, che è il sacrificio di Cristo per la redenzione del mondo, sono per tutta la Chiesa, non solo per tutti i vivi, ma anche per le anime dei defunti che si trovano in Purgatorio. Gli angeli e i santi si uniscono alla liturgia terrena che è prefigurazione della liturgia celeste con cui la Chiesa trionfante adora Dio.
Il Concilio di Trento sintetizzò la dottrina della Chiesa inerente alla Santa Messa in nove canoni. Ciascuno di essi rappresenta un dogma, la cui mancata accettazione comporta l'anatema o scomunica. In particolare, essi impongono di riconoscere che la Messa è un sacrificio propiziatorio offerto a Dio in ricordo dell'Ultima Cena; che essa possa essere validamente celebrata dai soli sacerdoti in assenza dei fedeli; che 
essa venga offerta per i vivi e per i morti, per i peccati, le pene, le soddisfazione; nonché come Messa di suffragio ai santi volta a ottenere la loro intercessione.

### Rito romano
Viene qui di seguito descritta la forma celebrativa del rito romano entrata in vigore col Messale Romano di papa Paolo VI nel 1969 in applicazione delle disposizioni della costituzione Sacrosanctum Concilium emanata dal Concilio Ecumenico Vaticano II. Per la forma immediatamente precedente, il cui uso secondo le linee guida della Sede Apostolica può essere concesso dal vescovo diocesano a gruppi particolari, si veda la voce Messa tridentina.
La celebrazione consiste di due parti principali: la Liturgia della Parola e la Liturgia eucaristica; esse sono così strettamente congiunte tra loro da formare un unico atto di culto. Nella messa viene imbandita tanto la mensa della parola di Dio quanto la mensa del Corpo di Cristo, e i fedeli ne ricevono istruzione e ristoro. Ci sono inoltre alcuni riti che iniziano e altri che concludono la celebrazione.

#### I riti di introduzione
I riti che precedono la Liturgia della Parola hanno un carattere di inizio, di introduzione e di preparazione. Scopo di questi riti è che i fedeli, riuniti insieme, formino una comunità, e si dispongano ad ascoltare con fede la parola di Dio e a celebrare degnamente l'Eucaristia.
- Introito. Mentre i sacerdoti accedono processionalmente all'altare, i fedeli accompagnano con il canto d'ingresso questo momento. Se non si canta, si legge l'antifona proposta dal Messale.[17]
- Saluto. Consiste nel Segno di Croce, la formula Il Signore sia con voi (Dominus vobiscum) o simili (La pace sia con voi se il celebrante è vescovo) e, se lo si ritiene opportuno, la presentazione (generalmente da parte del sacerdote o del diacono) della messa del giorno.[18]
- Atto penitenziale. I fedeli e il sacerdote chiedono perdono per i propri peccati. Si utilizza una delle tre formule proposte: il Confesso (Confiteor), una forma responsoriale che ha inizio con l'invocazione Pietà di noi, Signore (Miserere nostri, Domine), oppure le invocazioni Signore, pietà (Kyrie, eleison).
- Kyrie eleison. Se nell'atto penitenziale non è già stata usata questa formula, vanno eseguite le invocazioni.
- Gloria. Nelle domeniche (tranne in Avvento e Quaresima), solennità e feste, e quando è prescritto, si recita o canta l'inno Gloria a Dio nell'alto dei cieli (Gloria in Excelsis Deo).[19]
- Orazione colletta. Introduce la messa del giorno tramite una preghiera mobile, che termina con la conclusione lunga o "trinitaria".[20]

#### La liturgia della parola
La liturgia della parola è costituita dalla lettura di brani tratti dalla Bibbia, dall'omelia del celebrante (ove prescritta), dalla professione di fede (nelle domeniche e solennità), e dalla preghiera dei fedeli.
I testi delle letture cambiano ogni giorno e sono tratti dal Lezionario. I testi ruotano secondo un modello di anni pari e anni dispari nelle ferie e anni A, B, e C nelle domeniche e in alcune solennità; nella maggior parte delle solennità le letture sono le stesse tutti gli anni.
Nelle celebrazioni di precetto si leggono due letture prima del Vangelo; nelle altre celebrazioni, una sola lettura prima del Vangelo. Dopo la prima lettura ha luogo il Salmo responsoriale. Le letture non sono proclamate da colui che presiede, ma da altri ministri; il Vangelo è letto dal diacono, o da un altro sacerdote, o altrimenti dallo stesso celebrante principale.
- Prima lettura.  Nelle domeniche e nelle solennità è generalmente tratta dall'Antico Testamento o, nel Tempo di Pasqua, dagli Atti degli Apostoli. È generalmente subordinata al Vangelo, che deve dare senso a questo brano. Quando non vi è la seconda lettura, la prima lettura può essere tratta dall'Antico o dal Nuovo Testamento.
- Salmo responsoriale. È tratto dal Libro dei salmi, o talvolta da un cantico biblico, nel quale alle strofe si frappone un ritornello cantato o recitato dall'assemblea. Le strofe del salmo possono essere cantate o recitate da un salmista. Al posto del Salmo responsoriale riportato nel Lezionario si può cantare il graduale tratto dal Graduale romanum oppure un salmo dal Graduale simplex.[22]
- Seconda lettura. È presente solo nelle domeniche e nelle solennità ed è tratta dal Nuovo Testamento, in genere dalle lettere paoline e cattoliche.
- Sequenza. In alcune limitate occasioni, precisamente Pasqua e ottava, Pentecoste, Corpus Domini e Memoria della B.V.M. Addolorata, prima dell'Alleluia viene recitata o cantata la sequenza, una preghiera di invocazione non di origine scritturistica. È obbligatoria solo nei giorni di Pasqua e Pentecoste.[23]
- Canto al Vangelo. Precede la lettura del Vangelo, e viene generalmente cantato. La formula di canto al Vangelo è l'Alleluia in tutti i periodi dell'anno tranne la Quaresima e la Settimana Santa, nella quale si canta un altro versetto oppure il tratto presente nel Graduale.[24]
- Vangelo. Costituisce il culmine della liturgia della parola.[25] Nell'anno A predomina il Vangelo di Matteo, nell'anno B quello di Marco e nell'anno C quello di Luca. Tuttavia, nelle feste della Vergine viene sempre letto quello di Luca, e in alcuni periodi (Settimana Santa, Tempo di Pasqua, Tempo di Natale...) si legge il Vangelo di Giovanni.
- Omelia. Obbligatoria di domenica e nelle feste di precetto e raccomandata negli altri giorni in particolare nelle ferie di Avvento e Quaresima,[26] è la spiegazione "o di qualche aspetto delle letture della sacra Scrittura, o di un altro testo dell'Ordinario o del Proprio della Messa del giorno",[27] ed è tenuta di solito dal celebrante.[26]
- Professione di fede. Nelle domeniche e nelle solennità i fedeli testimoniano la propria fede recitando il Credo. Generalmente, si recita il Simbolo niceno-costantinopolitano, ma, soprattutto in Quaresima e nel Tempo di Pasqua, può essere sostituito dal più breve Simbolo apostolico.[28]
- Preghiera universale o preghiera dei fedeli.  Conviene che abbia luogo a tutte le messe con partecipazione di popolo.[29] Generalmente, il sacerdote introduce la preghiera con una breve monizione, quindi il diacono o un lettore legge o canta le singole intenzioni (l'ordine di solito è: preghiera per la Chiesa, per i governanti e per il mondo, per i tribolati, per la comunità locale),[30] che terminano con l'invito Preghiamoː Ascoltaci, o Signore o simile (in latino Dominum deprecemur: Te rogamus, audi nos). Il popolo risponde all'invito proposto. La preghiera è conclusa da una breve orazione del celebrante.

#### La liturgia eucaristica
La liturgia eucaristica sviluppa le azioni di Gesù durante l'ultima cena in tre momenti: la preparazione dei doni, la preghiera eucaristica e la comunione.

##### La preparazione dei doni (offertorio)
(Catechismo della Chiesa cattolica, § 1350.)
Durante la presentazione delle offerte, in genere l'assemblea esegue il canto d'offertorio, mentre il sacerdote benedice e pronuncia sottovoce le preghiere sul pane e il vino Benedetto sei tu, Signore, Dio dell'universo (Benedictus es, Domine, Deus universi), che vengono invece pronunciate ad alta voce se manca il canto, nel qual caso l'assemblea può rispondere Benedetto nei secoli il Signore (Benedictus Deus in saecula).
Anticamente i fedeli portavano il proprio pane e il vino da consacrarsi; rimane però il valore e il significato spirituale del gesto della presentazione delle offerte. Si possono anche fare offerte in denaro o presentare altri doni per i poveri o per la Chiesa.
Seguono poi il lavabo, rito con cui il sacerdote prega di essere purificato dai peccati, mentre si lava le mani, quindi l'invito alla preghiera da parte del sacerdote cui il popolo rispondeː Il Signore riceva dalle tue mani questo sacrificio a lode e gloria del suo nome, per il bene nostro e di tutta la sua santa Chiesa, e l'orazione sopra le offerte.

##### La preghiera eucaristica
Gli elementi principali di cui consta si possono così distinguere:
- Azione di grazie (prefazio). Variabile a seconda della "diversità del giorno, della festa o del Tempo".
- Acclamazione. Santo (Sanctus), cantato da tutta l'assemblea.
- Epiclesi. Consiste nell'invocazione dello Spirito Santo sulle offerte affinché diventino realmente corpo e sangue di Gesù Cristo. L'assemblea si inginocchia mentre il sacerdote recita l'epiclesi e resta inginocchiata per tutto il racconto seguente.
- Memoriale dell'istituzione e consacrazione. Il sacerdote consacra le offerte pronunciando le parole di Gesù durante l'ultima cena, mentre alza l'ostia e il calice. Segue un'invocazione dell'assemblea, generalmente Annunziamo la tua morte, Signore... (Mortem tuam annuntiamus, Domine...) introdotta dal sacerdote con le parole Mistero della fede (Mysterium fidei).
- Anamnesi. Vengono commemorate la passione, morte, risurrezione e ascensione al cielo di Cristo.
- Offerta. La Chiesa offre a Dio, per mezzo dello Spirito Santo, la vittima immacolata.
- Intercessioni per i vivi e per i defunti.
- Dossologia. La formula conclusiva, Per Cristo, con Cristo e in Cristo... (Per ipsum et cum ipso et in ipso...) al termine della quale il popolo dà il proprio assenso acclamando Amen.

Esistono diverse preghiere eucaristiche. L'Ordinamento Generale del Messale Romano disciplina l'uso delle Preghiere I, II, III, IV. La Preghiera Eucaristica I, detta anche Canone Romano, si può sempre usare; la II è "più indicata per i giorni feriali o in circostanze particolari"; la III è preferibile "nelle domeniche e nei giorni festivi"; la IV si può dire "quando manca un prefazio proprio e nelle domeniche del tempo ordinario".
Nell'appendice all'Ordo missae del Messale Romano, Editio typica tertia, si trovano inoltre le preghiere eucaristiche "della riconciliazione" I e II, e la preghiera eucaristica V che si può usare "nelle messe per varie necessità".
Tutte le preghiere eucaristiche in uso configurano un'unica azione eucaristica-sacrificale, espressa in parole, gesti e preghiere dal sacerdote; l'assemblea è invitata a unirsi all'azione del celebrante, in quanto egli dice: "Rendiamo grazie al Signore nostro Dio" (Gratias agamus Domino Deo nostro); "È cosa buona e giusta" (Dignum et iustum est) e attende che essa ratifichi la propria preghiera con l'Amen.

##### I riti di comunione
- Preghiera del Signore. Dopo una breve introduzione del sacerdote, tutti recitano o cantano il Padre nostro (Pater Noster), tratto da Matteo 6,9-13, al termine del quale il sacerdote recita l'embolismo Liberaci, o Signore... (Libera nos, quaesumus, Domine), al quale il popolo risponde con la dossologia Tuo è il regno... (Quia tuum est regnum...)
- Rito della pace. Introdotto da una breve orazione del celebrante, segue l'invocazione affinché la pace di Dio sia sul popolo e quindi, secondo opportunità,[36] lo scambio di un segno di pace secondo gli usi locali (a seconda di quanto stabilito dalle Conferenze Episcopali), in modo sobrio.[37]
- Frazione del pane. In maniera visibile a tutti, il sacerdote compie tale azione ed esegue l'immistione di una piccola porzione dell'ostia nel calice a significare "l'unità del Corpo e del Sangue di Cristo nell'opera della salvezza".[38] Nel mentre si dice o si canta l'Agnello di Dio (Agnus Dei).
- Comunione. Con una preghiera silenziosa il sacerdote si prepara alla propria comunione, quindi presenta l'Agnello di Dio, dice insieme con l'assemblea Signore, non sono degno... (Domine, non sum dignus...) e comunica sé stesso (mentre inizia il canto di comunione[39]) e i ministri. Dopodiché ha luogo la distribuzione della Santa Comunione ai fedeli che ne hanno le debite disposizioni. Il comunicando "riceve il sacramento in bocca o, nei luoghi in cui è stato permesso, sulla mano, come preferisce."[40] In alcuni casi i fedeli ricevono la Comunione sotto le due specie (pane e vino), ma è cosa poco diffusa per via della consuetudine della ricezione sotto la sola specie del pane. La santa Comunione sotto le due specie può essere amministrata per intinzione della specie del pane nel vino consacrato oppure per assunzione al calice che i fedeli ricevono appena dopo essersi comunicati col Corpo di Cristo. Se i comunicandi sono numerosi e il celebrante non è aiutato da altri sacerdoti o ministri (diaconi o accoliti), può attuare la pratica di istituire dei ministri straordinari della Santa Comunione, ossia fedeli che ottengono il permesso di distribuire la Comunione. Tale "ministro straordinario della santa Comunione" è ammesso soltanto laddove la necessità lo richieda, ossia quando il Sacerdote è impedito da malattia, vecchiaia o altro serio motivo o quando il numero dei fedeli che accedono alla Comunione è tanto grande che la celebrazione stessa della Messa si protrarrebbe troppo a lungo (nel senso che andrà considerata motivazione del tutto insufficiente un breve prolungamento, secondo le abitudini e la cultura del luogo). Tale funzione è stata frequentemente abusata, e la Santa Sede ha precisato che laddove sia di solito presente un numero di ministri sacri sufficiente anche alla distribuzione della santa Comunione, non si possono deputare a questo compito i ministri straordinari della santa Comunione, ricordando che in tali circostanze, coloro che fossero deputati a tale ministero sono chiamati a non esercitarlo. La Santa Sede inoltre definisce "riprovevole" la prassi di sacerdoti che, presenti alla Messa, si astengano dal distribuire la Comunione, incaricando di tale compito i laici.[41]
- Orazione dopo la comunione. Orazione recitata dal sacerdote con la conclusione breve.

#### I riti di conclusione
- Comunicazioni o avvisi al popolo.
- Benedizione. Generalmente, il sacerdote, premesso il saluto Il Signore sia con voi, cui l'assemblea risponde di conseguenza, impartisce la benedizione dicendo Vi benedica Dio onnipotente, + Padre e Figlio e Spirito Santo, alla quale il popolo, dopo essersi fatto il segno di croce, risponde Amen. Il vescovo prima di impartire la benedizione come sopra, usa una formula più lunga e che prevede la risposta del popolo, ossia V.) Sia benedetto il nome del Signore. R.) Ora e sempre. V.) Il nostro aiuto è nel nome del Signore. R.) Egli ha fatto cielo e terra. Nelle feste e solennità, può essere usata una formula di benedizione solenne oppure un'orazione sul popolo. Esistono formulari per le varie circostanze. La benedizione solenne comprende invocazioni del sacerdote, alle quali si risponde Amen. L'orazione sul popolo si può usare in alternativa alla benedizione solenne e in altre circostanze, secondo l'opportunità. Comprende una sola invocazione che il sacerdote conclude con la formula di intercessione Per Cristo nostro Signore, cui i fedeli rispondono Amen. Entrambe le formule possono essere precedute dall'invito del diacono Inchinatevi per la benedizione, e sono seguite dalla formula di benedizioneː E la benedizione di Dio Onnipotente + Padre, Figlio, e Spirito Santo discenda su di voi e con voi rimanga sempre, cui si risponde Amen.
- Congedo. Quando non segua un altro rito, il diacono congeda il popolo con una formula cui il popolo risponde Rendiamo grazie a Dio.

#### Altare per la celebrazione eucaristica

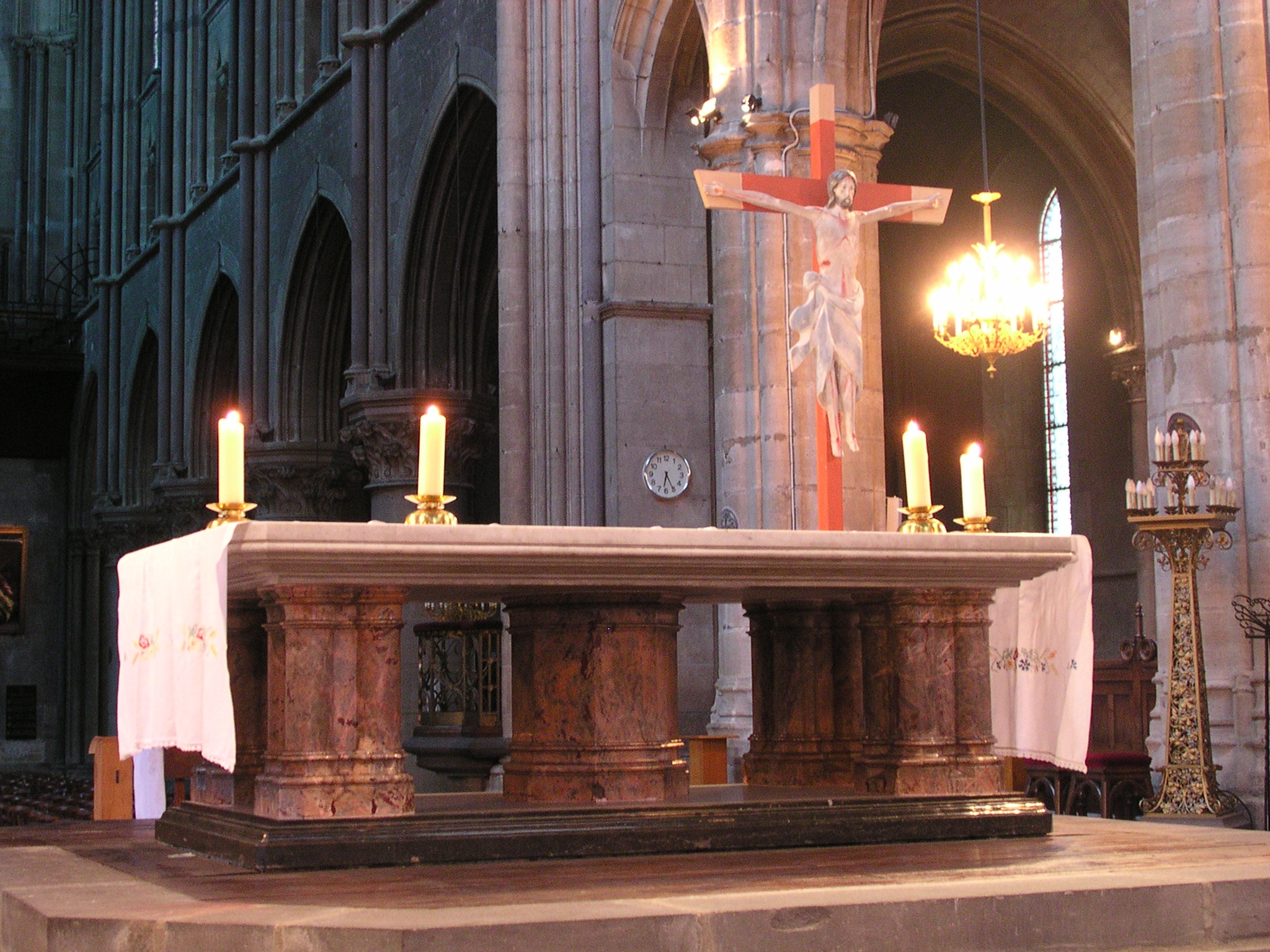
Per la Chiesa cattolica l'altare sul quale si rende presente nei segni sacramentali il sacrificio della croce, è anche la mensa del Signore dell'azione di grazie dell'eucaristia.

Secondo il codice di diritto canonico vigente l'altare, "ossia la mensa sulla quale si celebra il sacrificio eucaristico", si dice fisso se è costruito in modo che sia unito al pavimento e che perciò non possa essere rimosso; si dice mobile, invece, se può essere trasportato (can. 1235). Secondo l'uso tradizionale della Chiesa, la mensa dell'altare fisso deve essere di pietra e per di più di una pietra naturale intera; tuttavia, a giudizio della Conferenza Episcopale, si può usare anche altra materia decorosa e solida. Gli stipiti o la base possono essere fatti di qualsiasi materia (can. 1236 §1).
Gli altari fissi devono essere dedicati; quelli mobili, invece, dedicati o benedetti secondo i riti prescritti nei libri liturgici (can. 1237 §1). La dedicazione dell'altare è una parte necessaria del rito della dedicazione di una chiesa, che si svolge per mano del vescovo.
L'altare, fisso o mobile, è "riservato unicamente al culto divino, escludendo del tutto qualsivoglia uso profano" (can. 1239 §1).
La riforma liturgica seguita al Concilio Vaticano II ha comportato l'adeguamento liturgico delle chiese. Si è affermato l'orientamento versus populum del celebrante della messa. Si prescrive che nelle nuove chiese sia costruito un solo altare, che significhi l'unico Cristo e l'unica Eucaristia della Chiesa. Nelle chiese già costruite, quando il vecchio altare è collocato in modo da rendere difficile la partecipazione del popolo e non può essere rimosso senza danneggiare il valore artistico, si costruisca un altro altare fisso, realizzato con arte e debitamente dedicato. Le celebrazioni devono essere compiute soltanto sopra il nuovo altare. Il vecchio altare non deve essere ornato con particolare cura, per non sottrarre l'attenzione dei fedeli dal nuovo altare.

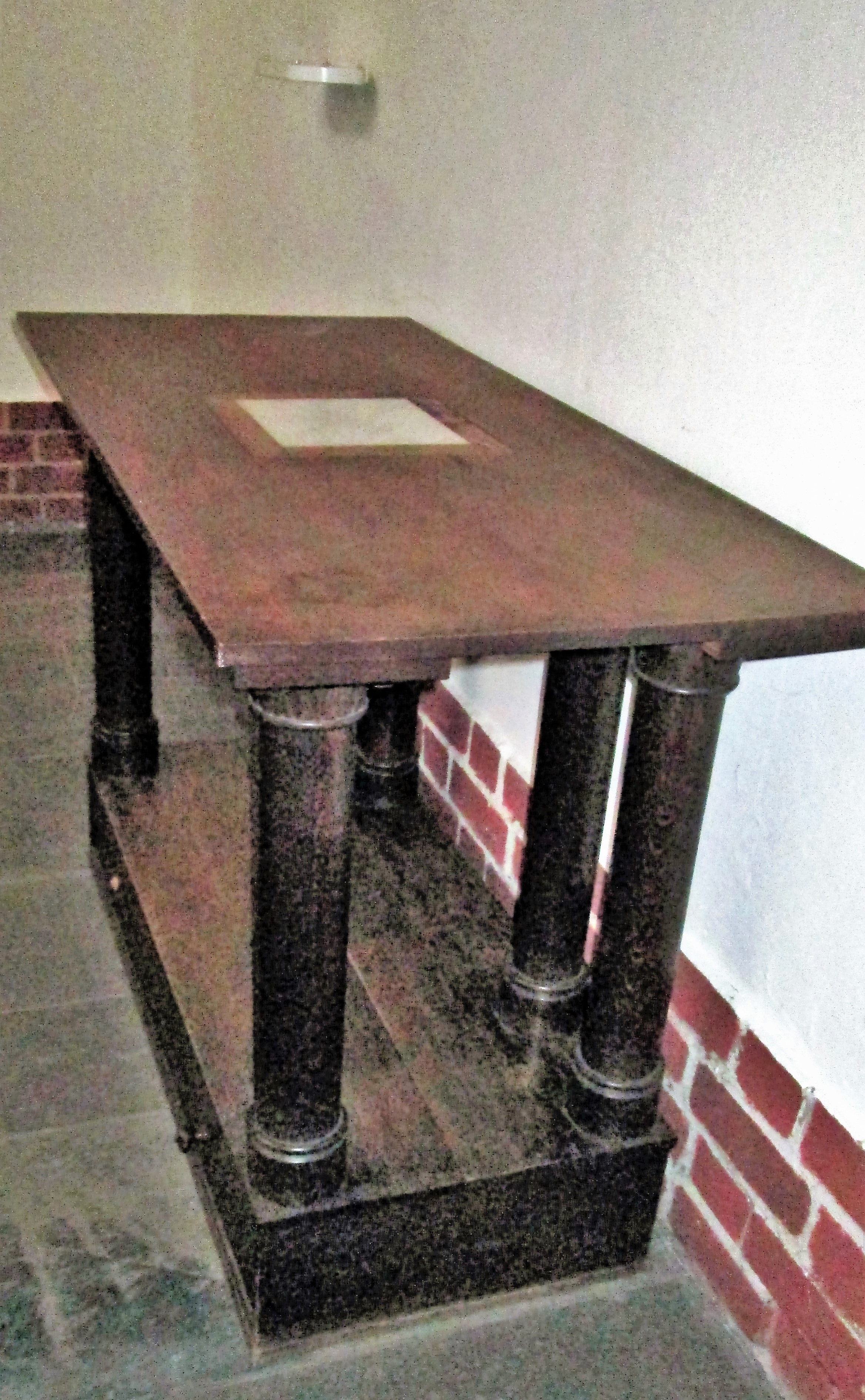
"Altare portatile" pre-Vaticano II in una tavola usata per la messa

Nella disciplina dei secoli immediatamente anteriori al Concilio Vaticano II gli altari fissi, quelli di notevole lunghezza e larghezza, erano diventati rari: generalmente si usava un "altare portatile" di piccole dimensioni (bastava che potesse contenere l'ostia e la maggior parte del calice) che si inseriva in una tavola (in maniera da permettere distinguere la sua presenza attraverso la tovaglia d'altare) o che si poggiava su qualsiasi superficie.

#### Paramenti e oggetti liturgici
Per la celebrazione eucaristica di rito romano, sono previsti per il sacerdote questi paramenti liturgici: l'amitto, il camice, il cingolo, la stola e la casula o la pianeta. L'amitto e il cingolo non sono necessari se non lo richiede la foggia del camice.
Per la consacrazione delle specie (pane azzimo, generalmente in forma di ostia, e vino), durante la celebrazione eucaristica, si utilizzano normalmente vari oggetti tra i quali: la patena e la pisside su cui collocare l'ostia, il calice in cui versare il vino, il corporale su cui collocare patena e calice, il purificatoio per la purificazione dei vasi sacri, la palla per coperchiare il calice e il velo del calice per coprire il calice.

### Canto e musica
La musica e il canto adatti per la liturgia sono trattati al capitolo VI (Musica sacra) della costituzione conciliare Sacrosanctum Concilium. In essa si afferma che l'azione liturgica riveste una forma più nobile quando la liturgia è celebrata solennemente con il canto, con i ministri e la partecipazione attiva del popolo (n. 113). Il gregoriano è considerato il canto proprio della liturgia romana e il Concilio gli riserva il posto principale, anche se non esclude altre forme, soprattutto la polifonia (n. 116). Deve essere tenuto in grande onore l'organo a canne per la sua capacità di dare splendore alla liturgia e di elevazione degli animi alle cose celesti, senza escludere altri strumenti a patto che non profani il carattere sacro della musica liturgica. Il Concilio prevede l'incremento e la conservazione con grande cura del patrimonio musicale della chiesa e la promozione delle scholae cantorum specialmente nelle cattedrali, e che i fedeli possano partecipare attivamente con il canto, ad esempio dell'ordinario della messa (nn. 54 e 114).´

### Rito ambrosiano

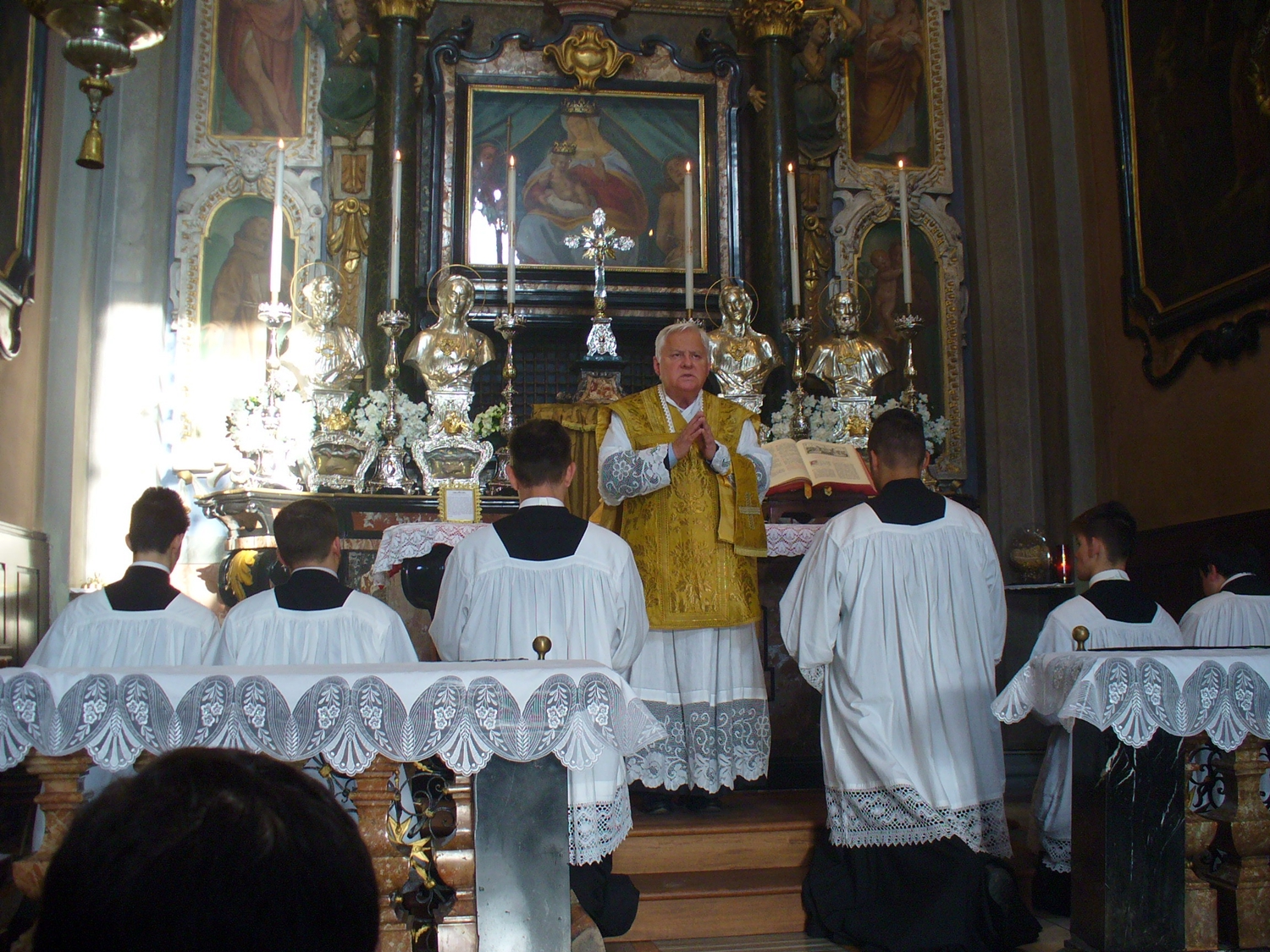
Messa celebrata col rito Ambrosiano Antico.

È il rito liturgico latino scaturito dal vescovo milanese Ambrogio che prende ispirazione dai riti orientali. Esso è adoperato nella quasi totalità dell'arcidiocesi di Milano (a eccezione di 44 parrocchie) e in alcune parrocchie di diocesi limitrofe (Bergamo, Novara, Lugano, Lodi) e occasionalmente in una parrocchia della diocesi di Casale Monferrato. La celebrazione della messa si svolge secondo lo schema del rito romano con alcune varianti.

### Altri riti latini
Negli altri riti latini la messa segue sostanzialmente lo stesso schema del rito romano con varianti più o meno estese.

### Rito bizantino

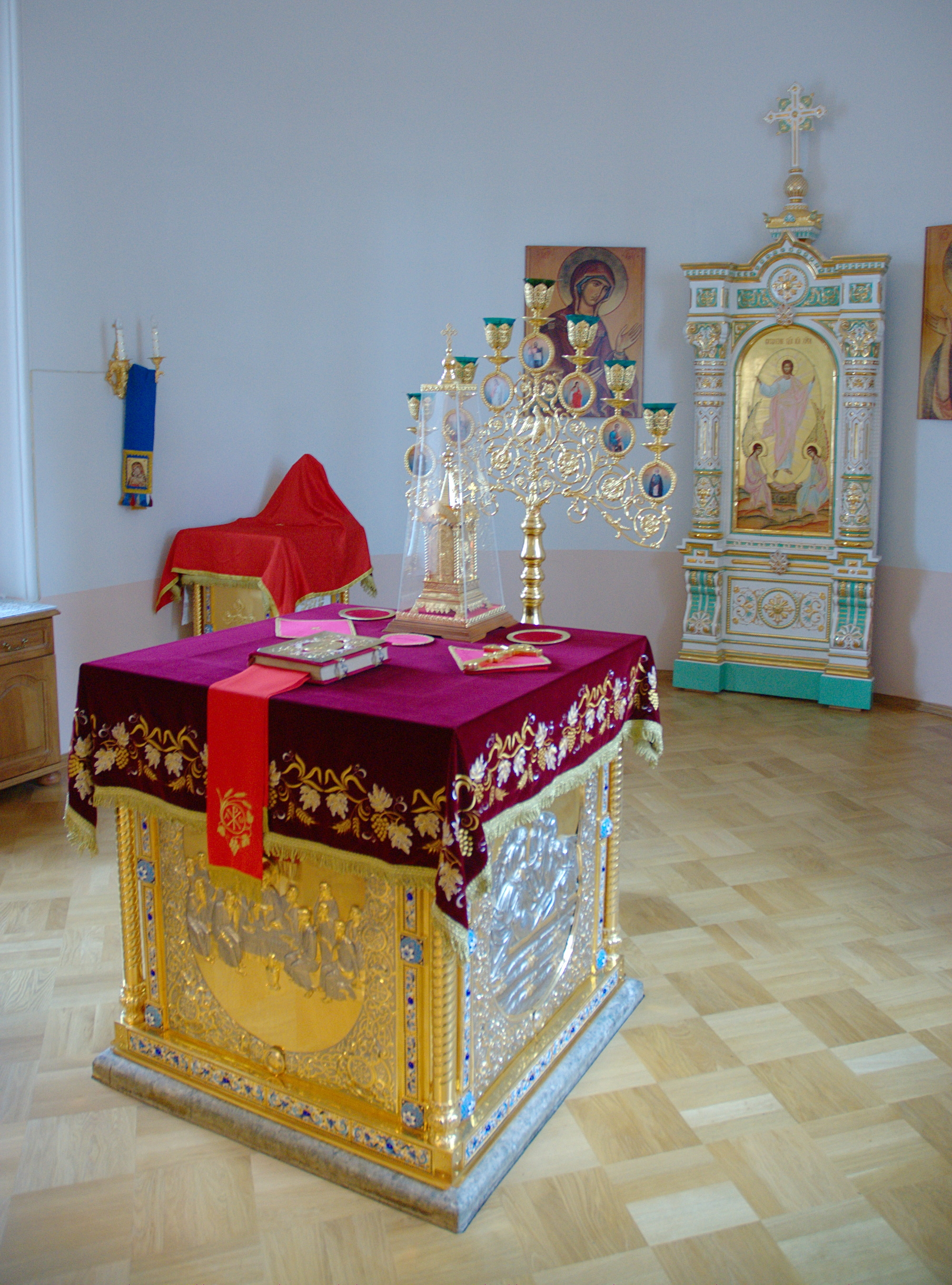
Un altare bizantino

Nel rito bizantino la celebrazione eucaristica prende il nome di Divina liturgia ed è celebrata con modalità molto simili a quelle in uso nella Chiesa ortodossa. All'interno della Chiesa cattolica quindici diverse chiese sui iuris adottano il rito bizantino.
Le differenze con i riti latini sono notevoli nella forma, ma rappresentano solo sfumature diverse della celebrazione dei misteri eucaristici. Generalmente si ritiene che il rito bizantino ponga maggiormente in risalto l'aspetto della liturgia come coro angelico, in particolare attraverso il canto dell'inno dei cherubini che i fedeli cantano in "rappresentanza" degli angeli.
Le differenze più evidenti sono la netta prevalenza di parti cantate rispetto a quelle recitate, la celebrazione dei misteri dietro l'iconostasi (che cela totalmente o parzialmente alcuni momenti della celebrazione alla vista dei fedeli), la comunione ricevuta sotto le due specie anche dai fedeli (generalmente per intinzione).
Altre differenze riguardano la frequente presenza del segno della croce (differente da quello fatto dalla Chiesa latina) compiuto ogni volta che vengono nominate le persone della Santissima Trinità, differenze di calendario liturgico e di paramenti e colori liturgici.
Come nel rito romano, anche nel rito bizantino si possono utilizzare le lingue nazionali nella celebrazione. In area slava rimangono comunque abbastanza frequenti le celebrazioni in slavo ecclesiastico, una lingua esclusivamente liturgica.

### Rito armeno
La celebrazione liturgica in rito armeno è piuttosto simile al rito romano e al rito bizantino.
Il presbitero o vescovo celebrante è assistito da un diacono, il cui ruolo è simile a quello del diacono nel rito bizantino. All'inizio della celebrazione è prevista la recita del salmo 42, analogamente a quanto avviene nella messa tridentina. Qui è recitata a versetti alternati tra il celebrante e il diacono. Le orazioni del diacono, cui il popolo risponde "Dio, abbi pietà di noi", sono simili a quelle del rito bizantino. Sono previste due letture bibliche oltre al vangelo.
Il bacio della pace viene scambiato prima della preghiera eucaristica. La preghiera eucaristica è fissa, l'epiclesi segue le parole dell'istituzione. Prima della benedizione finale, è recitata una preghiera universale.
Nella Chiesa armeno-cattolica, al termine della celebrazione - ma solo nelle solennità - si recita una preghiera per il papa.

## Diritto canonico
Secondo il Codice di diritto canonico del 1983, una delle funzioni principali affidate al parroco è quella di "celebrare l'Eucaristia più solenne nelle domeniche e nelle feste di precetto" (can. 530). Spetta al vicario foraneo "provvedere che le funzioni liturgiche siano celebrate secondo le disposizioni della sacra liturgia, che si curi il decoro e la pulizia delle chiese e della suppellettile sacra, soprattutto nella celebrazione eucaristica e nella custodia del Santissimo Sacramento" (can. 555 § 3).